# 新远下沙影城

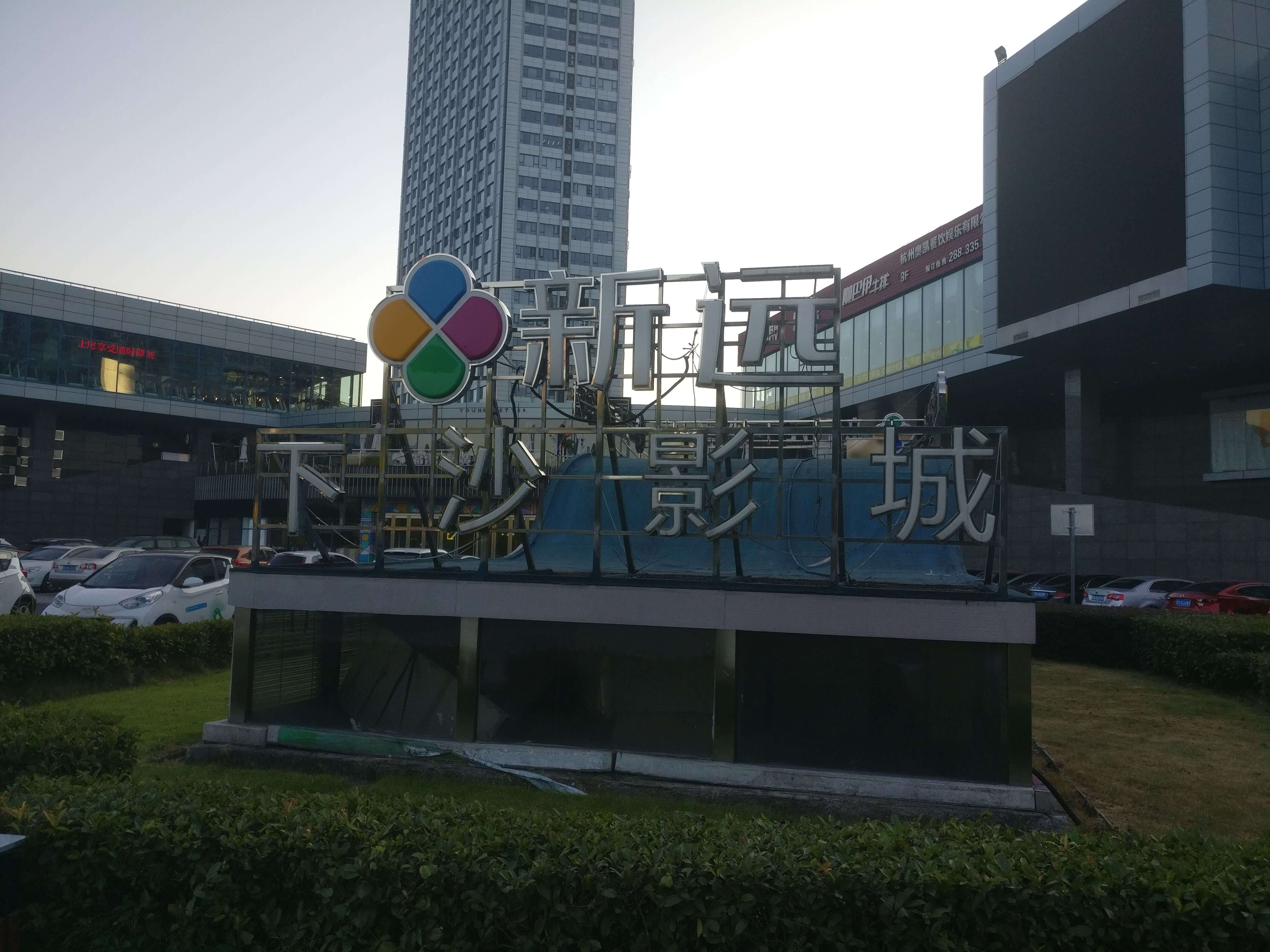
影城招牌，背后为其入口

新远下沙影城位于杭州下沙经济技术开发区文泽路99号福雷德广场B座，是浙江新远文化产业集团继浙江新远国际影城后投资的另一家影院，位于下沙福雷德广场地下一层，建筑面积2500多平方米，有7个影厅（含1个豪华VIP厅）。2012年5月2日正式开业，而在开业之前进行了半个月的试营业。